# Westinghouse Electric Company
Westinghouse Electric Company LLC е американска компания за ядрена енергетика, създадена през 1999 г. от подразделението за ядрена енергия на първоначалната Westinghouse Electric Corporation. Предлага ядрени продукти и услуги в международен мащаб, включително ядрено гориво, обслужване и поддръжка, измервателна апаратура, контрол и проектиране на атомни електроцентрали. Световната централа на Westinghouse се намира в предградието Cranberry Township на Питсбърг, Пенсилвания. Мажоритарен собственик на Westinghouse е Brookfield Renewable Partners, канадски частен капиталов фонд и дъщерно дружество на Brookfield Asset Management.

## История
Westinghouse Electric Company е създадена през 1999 г., след като първоначалната компания с това име, Westinghouse Electric Corporation на Джордж Уестингхаус, основана през 1886 г., престава да съществува поради поредица от продажби и сливания през средата до края на 90-те години. Те включват закупуването на CBS от Westinghouse Electric през 1995 г., разширяване в областта на комуникациите и радиоразпръскването и продажбата на повечето операции, които не са свързани с последните, до 1998 г., преименувайки се на CBS Corporation. Компанията е разделена на Westinghouse Electric Company, която включва отделите за ядрена енергетика – Westinghouse Government Services Company и Westinghouse Government Environmental Services Company. Едноличен собственик на Westinghouse Electric Company става BNFL Nuclear Services Incorporated, собственост на BNFL Group U.S.
През 2006 г. Toshiba Corporation придобива 100% от Westinghouse Electric Company чрез закупуване на BNFL USA Group Inc. и Westinghouse Electric UK Limited от британската държавна компания British Nuclear Fuels Limited (BNFL). По време на сделката BNFL притежава 100% от Westinghouse Electric Company чрез BNFL USA Group Inc. и Westinghouse Electric UK Limited.
През 2007 г. Toshiba започва процес на преместване на централата на Westinghouse Electric Company от Питсбърг в селището Кранбъри Уудс (на английски: Cranberry Woods) близо до град Кранбъри Тауншип (на английски: Cranberry Township) в Пенсилвания, окръг Бътлър. Според първоначалния план процесът на преместване трябва да приключи през 2010 г.
През 2009 г. Westinghouse Electric UK Limited (дъщерна компания на Westinghouse Electric Company) купува 51% от акциите на японската компания за производство на ядрено гориво Nuclear Fuel Industries от Furukawa Electric Company и Sumitomo Electric Industries.
През 2015 г. избухва голям скандал поради това, че ръководителите на Toshiba надценяват печалбите, получени в бизнеса с ядрена енергия. Независимо разследване установява, че финансовите резултати на Westinghouse Electric Company са незадоволителни. След това одит, извършен през 2016 г., разкрива значително превишение на действителните разходи в пари и време при изграждането на американски ядрени реактори над тези, включени в проекта. Вместо да генерира печалба, ядреният бизнес, придобит през 2006 г., става нерентабилен за Toshiba. В резултат на това Toshiba започва да търси купувач, на който да продаде Westinghouse Electric Company.
През 2017 г. Toshiba подава молба за обявяване в несъстоятелност на Westinghouse Electric Company чрез реорганизация по глава 11 от Кодекса на САЩ за банкрут. Основните кредитори на банкрута са японските банки Sumitomo Mitsui Banking Corporation и Mizuho Bank.
През 2018 г. Toshiba продава на корпорацията Brookfield Business Partners ядрения бизнес на Westinghouse, намиращ се в процес на несъстоятелност: компанията Toshiba Nuclear Energy Holdings, регистрирана в САЩ, и компанията Toshiba Nuclear Energy Holdings, регистрирана във Великобритания (британската компания се занимава с всички проекти на Westinghouse извън САЩ).
През есента на 2022 г. става известно, че се водят преговори за закупуване на Westinghouse Electric Company от Cameco Corporation, след което страните обявяват, че Cameco придобива 49% от акциите на на Westinghouse Electric Company от Brookfield Business Partners, а останалите (51%) сменят собствеността в холдинговата компания Brookfield Asset Management. Така Brookfield Renewable Partners (както Brookfield Renewable Partners, така и Brookfield Business Partners са дъщерни дружества на Brookfield Asset Management) стават новия собственик на 51% от акциите на Westinghouse.

## Реактори
Westinghouse Electric Company разработва реактори от типовете BWR, PWR и PBR.

### AP1000
AP1000 е двуконтурен реактор с вода под налягане от поколение III+ с повишено налягане в активната зона (на английски: PWR от pressurized water reactor). Реакторът е преминал процедура по държавна сертификация в САЩ към септември 2004 г.
Типичната електрическа мощност на енергоблок с AP1000 е малко над 1 GW.

### AP300
През 2023 г. компанията представя проект за създаването на компактен модулен реактор, който ще притежава електрическа мощност 300 MW. Принципът на работа на реактора е основан на системата AP1000. По своите характеристики съответства на реакторите от поколение III+. Сертификация се очаква през 2027 г., а включването на първите реактори към мрежата – през 2033 г.